# مارينا تكس
مارينا تيكس هي مادة بلاستيكية حيوية مصممة لتكون بديلاً للبلاستيك الذي يُستخدم مرة واحدة في مجموعة متنوعة من التطبيقات. إنه شفاف وأقوى من بلاستيك بولي إيثيلين منخفض الكثافة (LDPE). يتم تصنيع هذا البلاستيك الحيوي القابل للتحلل الحيوي من الطحالب الحمراء والنفايات العضوية الناتجة عن صناعة صيد الأسماك. يستغرق بلاستيك مارينا تيكس ما بين أربعة إلى ستة أسابيع للتحلل في بيئة قابلة للتحلل في المنزل حيث تتراوح درجات الحرارة بين 41 و 79 °ف (5 و 26 °م).

## إلهام
تم إنشاء مارينا تيكس على يد لوسي هيوز، خريجة تصميم المنتجات من جامعة ساسكس، كمشروع في السنة النهائية. كان مصدر الإلهام الرئيسي لهيوز هو الادعاء بأنه "بحلول عام 2050 سيكون هناك المزيد من البلاستيك في المحيط مقارنة بالأسماك من حيث الوزن"، وبالتالي، تطور الاهتمام بحل هذه المشكلة. ومع ذلك، تشرح هيوز أن رحلتها لم تبدأ بمشكلة البلاستيك، بل بالبحث في صناعة صيد الأسماك. يُقدر أن صناعة معالجة الأسماك تنتج ما يقرب من 492020 طنًا من نفايات الأسماك سنويًا في المملكة المتحدة، ويُعتبر ذلك بمثابة مجرى نفايات ضخم وغير فعال وذو قيمة تجارية منخفضة. لذلك، قام هيوز بتطوير هذا البلاستيك الحيوي المصنوع من مواد يتم التخلص منها عادةً.

## عملية التصميم
بدأ تطوير المنتج في شركة إم سي بي للمأكولات البحرية، وهي مصنع لمعالجة الأسماك وتجارة الجملة، حيث تمكن هيوز من تحديد مجموعة متنوعة من مجاري النفايات للعمل معها بما في ذلك الأحشاء، والدم، والهياكل الخارجية للقشريات والمحاريات، وجلود وقشور الأسماك. بعد إجراء بعض الأبحاث، وجد هيوز أن جلود الأسماك وقشورها لديها أكبر قدر من الإمكانات بسبب مرونتها والبروتينات التي تمكن القوة.
من خلال الاستفادة من الموارد مفتوحة المصدر، بدأ هيوز في التحقيق في العديد من المواد الرابطة العضوية من البحر مثل الكيتوزان والآجار (من الطحالب الحمراء الآجار ). ومع ذلك، فقد استغرق الأمر تجارب متعددة لتحسين المادة والعملية.
وتؤكد هيوز أيضًا أن عملية الإنتاج بأكملها منخفضة التقنية نسبيًا لأنها تم تصنيعها في مطبخها. على عكس بعض المواد البلاستيكية التي تتطلب 150 °م (302 °ف) على الأقل في إنتاجها، تستخدم مارينا تيكس درجات حرارة أقل من 100 °م (212 °ف).

## تعرُّف
في عام 2019، حصل هيوز على جائزة جيمس دايسون، والتي تُمنح لطلاب التصميم والهندسة الذين يطورون منتجات تحل المشكلات.